# Welcome (Karolina Południowa)
Welcome – jednostka osadnicza w Stanach Zjednoczonych, w stanie Karolina Południowa, w hrabstwie Greenville.